# Julien Morice
Julien Morice (Vannes, 20 de julio de 1991) es un deportista francés que compitió en ciclismo en las modalidades de pista, especialista en las pruebas de persecución, y ruta. Ganó una medalla de bronce en el Campeonato Mundial de Ciclismo en Pista de 2015, en la prueba de persecución individual.

## Medallero internacional
| Campeonato Mundial | Campeonato Mundial      | Campeonato Mundial | Campeonato Mundial     |
| Año                | Lugar                   | Medalla            | Competición            |
| ------------------ | ----------------------- | ------------------ | ---------------------- |
| 2015               | Saint-Quentin (Francia) | Medalla de bronce  | Persecución individual |

## Palmarés

### Carretera
2018
- 1 etapa del Sharjah Tour

### Pista
2010
- Campeonato de Francia Persecución por Equipos (haciendo equipo con Benoît Daeninck, Damien Gaudin, Bryan Nauleau y Jérémie Souton)
- 2.º en el Campeonato de Francia en Persecución

2011
- Campeonato de Francia Persecución por Equipos (haciendo equipo con Benoît Daeninck, Damien Gaudin, Morgan Lamoisson y Bryan Coquard)
- 2.º en el Campeonato de Francia en Persecución

2012
- 3.º en el Campeonato de Francia Persecución por Equipos

2013
- Campeonato de Francia Persecución por Equipos (haciendo equipo con Thomas Boudat, Romain Cardis y Maxime Piveteau)
- 2.º en el Campeonato de Francia en Persecución

2014
- Campeonato de Francia Persecución
- Campeonato de Francia Persecución por Equipos (haciendo equipo con Thomas Boudat, Lucas Destang y Jean-Marie Gouret)

2015
- 3.º en el Campeonato del Mundo en Persecución
- Campeonato de Francia Persecución por Equipos (haciendo equipo con Thomas Boudat, Bryan Nauleau y Bryan Coquard)
- Campeonato de Francia Omnium
- 2.º en el Campeonato de Francia en Persecución

## Resultados en Grandes Vueltas
| Carrera | Carrera         | 2015 | 2016  | 2017 | 2018 | 2019 | 2020 | 2021 | 2022 |
| ------- | --------------- | ---- | ----- | ---- | ---- | ---- | ---- | ---- | ---- |
|         | Giro de Italia  | —    | —     | —    | —    | —    | —    | —    | —    |
|         | Tour de Francia | —    | —     | —    | —    | —    | —    | —    | —    |
|         | Vuelta a España | —    | 150.º | —    | —    | —    | —    | —    | —    |

| —: No participó |

## Equipos
- Vendée-U (2010-2014) (amateur)
- Europcar/Direct Énergie (2015-2017)
  - Team Europcar (2015)
  - Direct Énergie (2016-2017)
- Vital Concept/B&B Hotels (2018-2022)
  - Vital Concept Cycling Club (2018)
  - Vital Concept-B&B Hotels (2019)
  - B&B Hotels-Vital Concept p/b KTM (2020)
  - B&B Hotels p/b KTM (2021)
  - B&B Hotels-KTM (2022)